# 바비큐

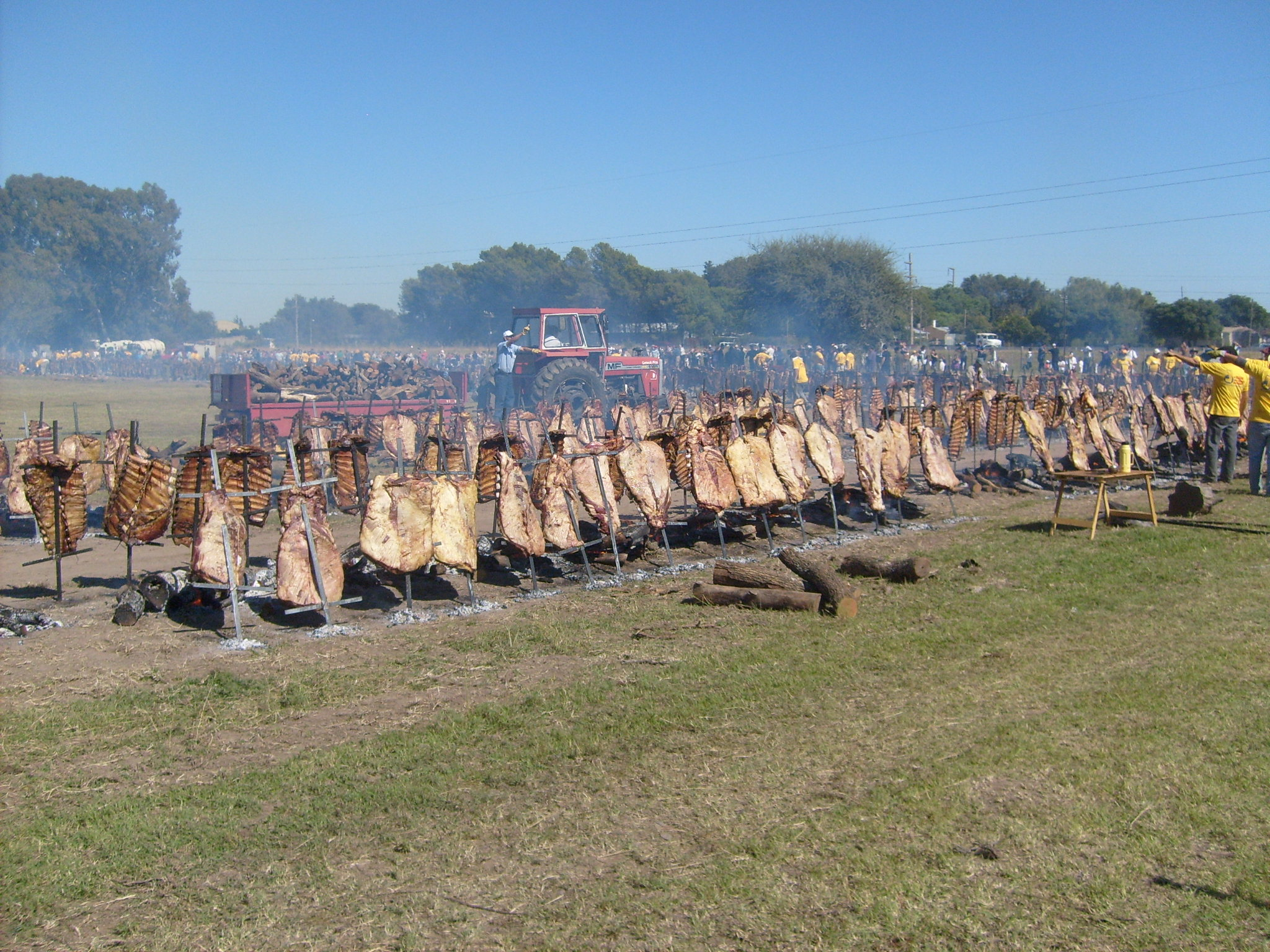
아르헨티나 파타고니아에서 준비된 바베큐 1

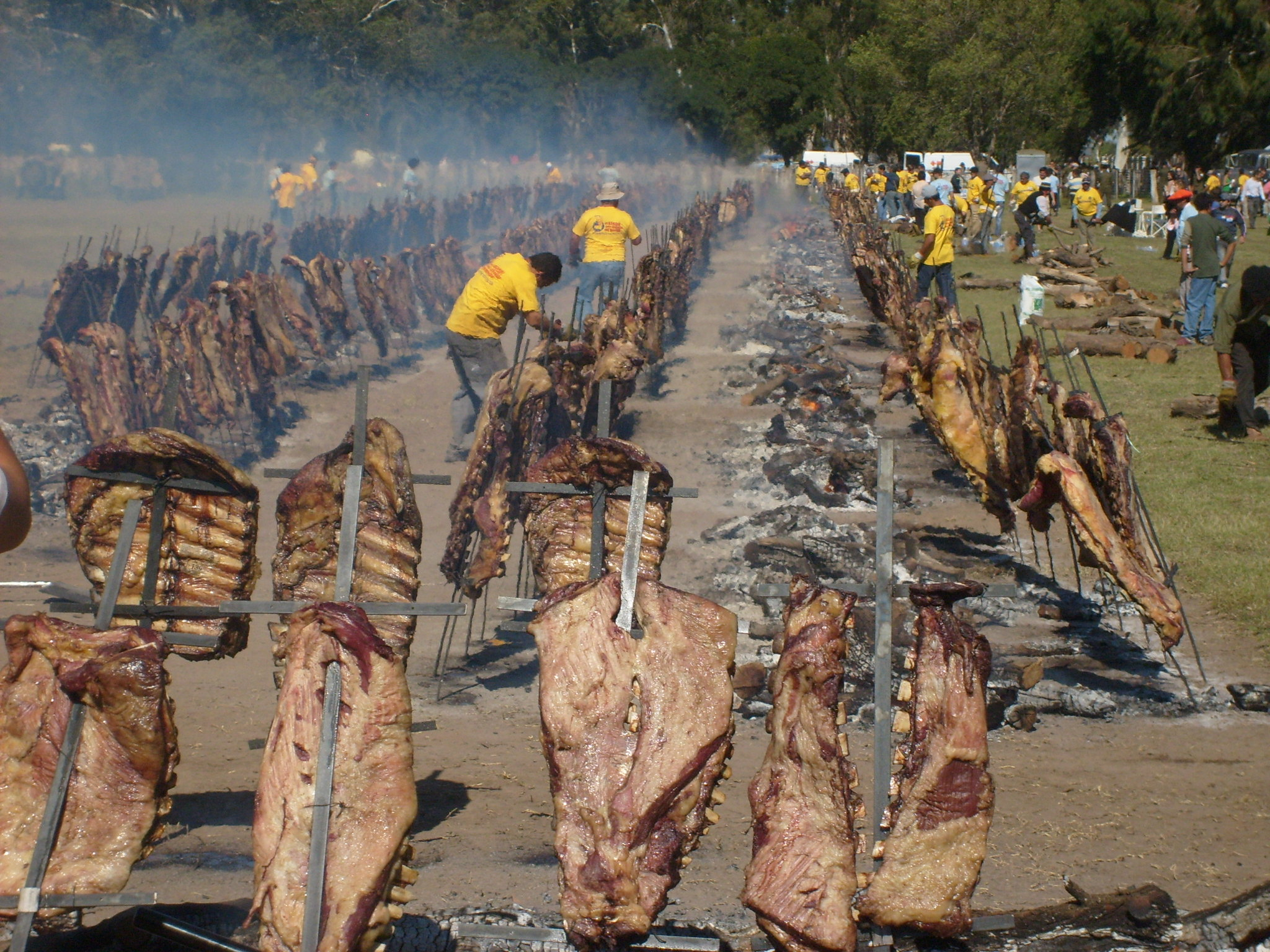
아르헨티나 파타고니아에서 준비된 바베큐 2

바비큐(barbecue)는 고기를 통째로 구운 요리로 시작해, 야외에서 육류나 각종 야채, 과채를 굽는 음식으로 발전하는 과정을 거쳐, 지금은 야외나 실내에서 불을 피워 고기나 생선, 채소, 과일 등 모든 굽는 행위나 음식을 일컫는다.

## 유래 및 대중화
인류 최초의 바비큐는 자연발화에 의해 타 죽은 동식물의 사체를 접하면서 시작되었을 것으로 추측된다. 이후 불을 발견한 인류인 호모 에렉투스에 의해 발전하였을 것으로 미루어 짐작할 수 있다. 이렇게 시작된 인류 최초의 화식은 인간을 동물과 구분짓는 인류학적 계기가 되었으며, 인간이 좀 더 인간답게 진화할 수 있는 인문학적 의미를 지닌다.
이렇게 인류의 생존과 연관된 바비큐는 공동운명체가 이어져 오게 된 근간이 되었으며 이렇게 인간의 삶과 하나된 바비큐는 1492년 아메리카 대륙을 발견한 정복자들 중 탐험가이자 작가인 Gonzalo Fernández De Oviedo y Valdés
에 의해 카리브해 타이노인디언 음식인 'barbacoa'(바바코아)가 1500년대 유럽에 전해져 알려지기 시작했고 1526년 스페인에서 2판으로 인쇄된 'Diccionario de la Lengua Espanola (2nd Edition)'사전에 등장한 이후 서양 바비큐문화의 원조가 되었으며, 1755년 영국의 사전편찬가, 수필가, 편집자인 ‘Samuel Johnson’은 그의 영어로 된 대표적인 사전인 ‘Dictionary of the English Language’에 'barbecue'가 등장해 지금의 단어인 'barbecue'라 영어단어 최초의 기록되었다. 고기를 구울 때 사용하는 슬라브 형의 '푸른연기가 나는 사각 나무틀'을 원주민들이 ‘바바코아’로 발음하는 것을 보고 에스파냐어로 부르기 시작한 것이다.
에스파냐 사람들이 카리브해 연안에 도착했을 때, 그들은 원주민들이 슬라브형의 사각 나무틀을 만들어 그 위에 사냥 및 어로를 통해 수확한 각종 동물들을 손질하지 않고 통째로 올려 연기와 열로 구워 먹는 것을 처음 봤다. 원주민들은 나무를 땔감으로 써서 구이를 했는데, 에스파냐 사람들은 이 요리를 '푸른연기가 나는 사각 나무틀'이라는 뜻의 ‘바바코아’라고 불렀다.
바비큐의 또 다른 유래가 있다. 아메리카 인디언이 화덕에 굽는 야외요리를 즐겼는데, 이것을 'bar-be-a-que'(바베아큐)라 불렀다고 한다. '머리부터 꼬리까지 통째로 굽는다.'는 뜻이다. 참고로 현재 쓰이는 이 단어의 원형은 스페인어의 'barbeque'에서 유래되었으며, 지금의 조리 방식은 17세기 버지니아 식민지에서 하던 조리법에서 전래 되어 온 것이다. 이 외에도 프랑스어로 '수염부터 꼬리까지'라는 “de la barbe a la queue " , 로마니언으로 '구운 양고기'라는 'berbec'에서 유래되었다는 근거있는 설도 있다.
우리나라의 바비큐 역사는 '삼국지 위지동이전'(중국, 진수(陳壽,233~297)  280~289년 사이 편찬)에 “부여국은 양축(養畜)을 잘하고 고구려는 수렵에 능하였다. 이런 환경에서 맥적과 같은 좋은 고기구이가 발달되어 명물이 되고 있었다.(- 윤서석의 '개정증보 한국음식사 연구)"라고 기록되어 있듯이 우리 민족은 예로부터 바비큐 요리를 잘 하기로 유명했다. 이후, 고구려 맥적으로 이어지고 고려시대 설야멱적(雪夜覓炙)으로 이어져 조선시대 궁중음식인 너비아니로 발전되어 오늘날 불고기의 원형이 되었고 한국적 바비큐인 고기구이의 역사가 되어 현재 세계인들이 즐기는 음식문화가 되었다.

## 사진

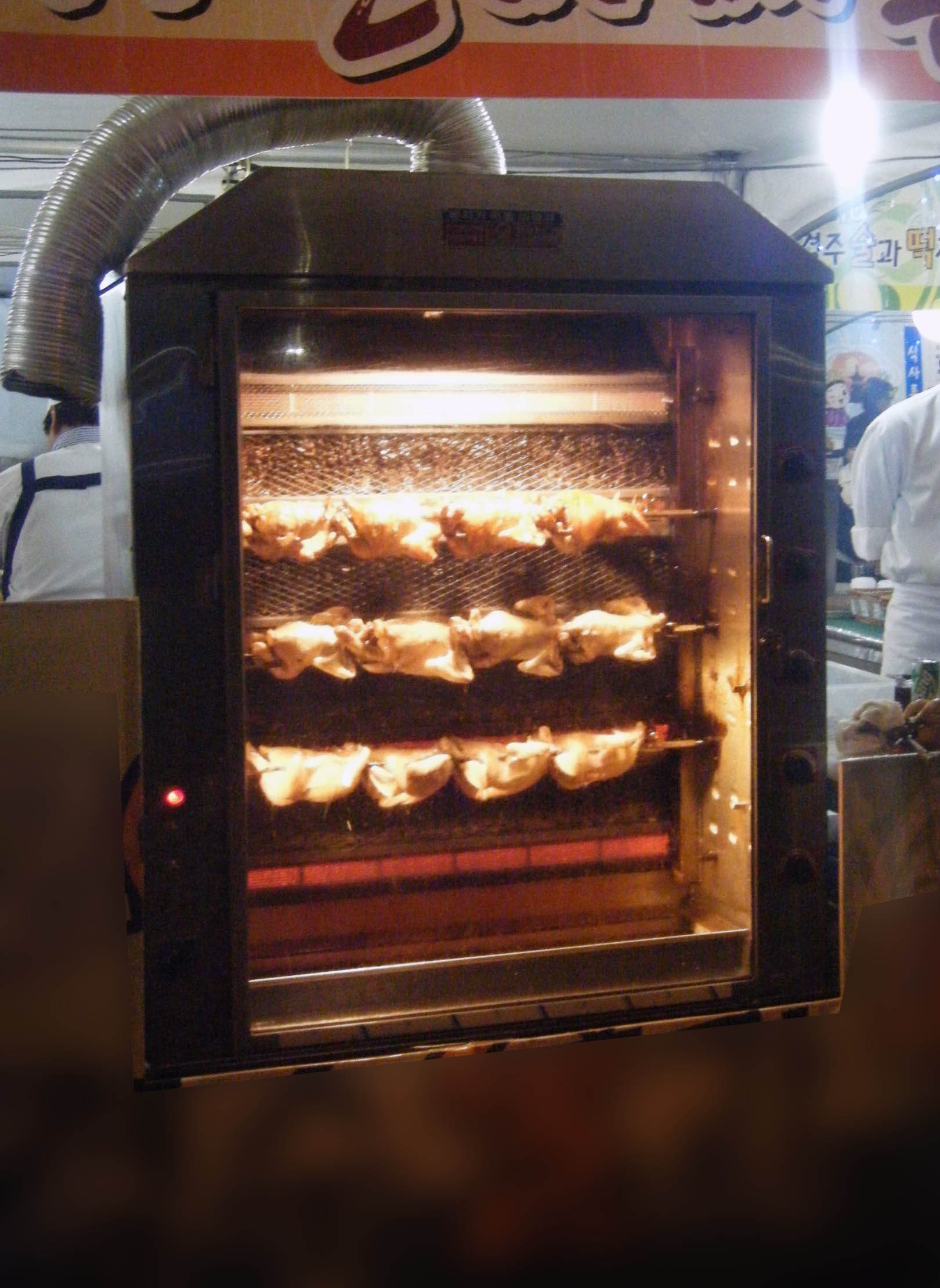
닭 바비큐
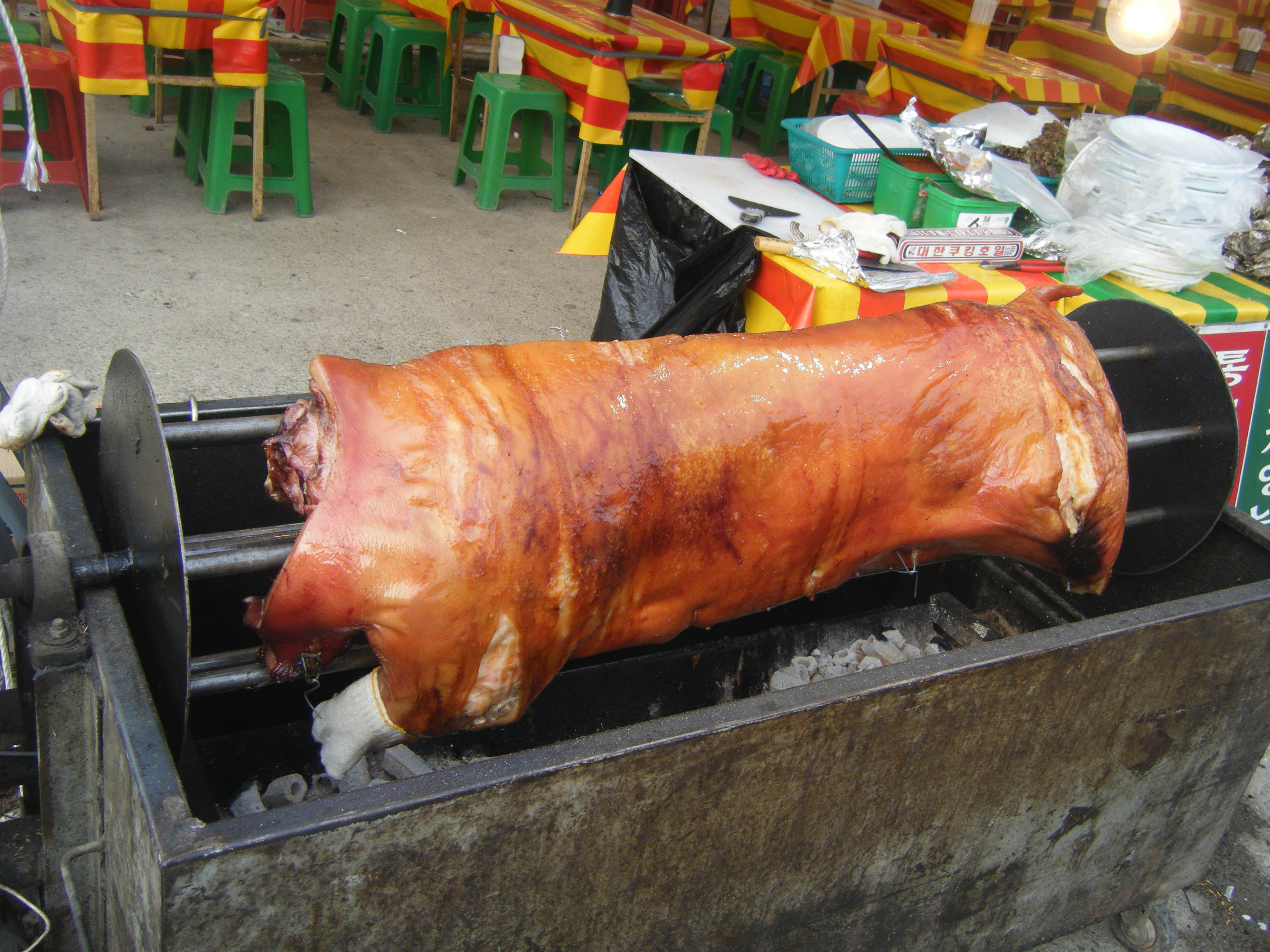
통돼지 바비큐

## 같이 보기
- 야키니쿠
- 아사도

## 참고 자료
- 이 문서에는 다음커뮤니케이션(현 카카오)에서 GFDL 또는 CC-SA 라이선스로 배포한 글로벌 세계대백과사전의 내용을 기초로 작성된 글이 포함되어 있습니다.